# Beatriz Vélez Núñez
Beatriz Vélez Núñez (Jaleaca de Catalán, municipio de Chilpancingo de los Bravo, Estado de Guerrero, 7 de agosto de 1969)  es una política y abogada mexicana, fue diputada Federal en la LXIII Legislatura del Congreso de la Unión de México.

## Formación académica
Beatriz Vélez Núñez tiene  Doctorado en Ciencias Pedagógicas por el Centro de Estudios para la Calidad Educativa y la Investigación Científica, cuenta con una Maestría en Salud Pública por el Instituto Nacional de Salud Pública, es Licenciada en Derecho por la Universidad Autónoma de Guerrero y es Licenciada en Enfermería por la Escuela Superior de Enfermería N° 1.

## Primeros cargos públicos
En el año 2006 y en el 2012 se desempeñó como coordinadora de brigadas médicas en el estado de Guerrero en la Campaña para Gobernador del Comité Directivo Estatal del Partido Revolucionario Institucional (PRI).
En el año 2009 gana las elecciones de la sección 36 del Sindicato Nacional de Trabajadores de la Salud (SNTSA), desempeñándose en el cargo de Secretaria General.  
En el año 2012 fue Delegada estatal y municipal del partido revolucionario institucional (PRI) del Estado de Guerrero.
En el año 2012 gana las elecciones de la sección 36 del Sindicato Nacional de Trabajadores de la Salud (SNTSA),desempeñándose en el cargo de Secretaria General. 
En noviembre de 2013 toma protesta como secretaria de Organización del Comité Directivo Estatal del Partido Revolucionario Institucional  (PRI) del Estado de Guerrero.
En 2015 gana las elecciones con el 80 por ciento de los agremiados de la sección 36, del Sindicato Nacional de Trabajadores de la Salud (SNTSA).
El 1.º de abril de 2019 gana las elecciones a secretaria del SNTSA SECCIÓN 36, con una diferencia de 6,300 votos, es nombrada Secretaria General en el periodo 2019 - 2022

## Diputada federal
Candidata a diputada federal en 2015, por el Distrito electoral federal 7 de Guerrero, triunfadora de la elección con 63 mil 51 votos, frente a 42 mil 813 de su más cercano adversario, para la LXIII Legislatura del Congreso de la Unión de México. Toma posesión del cargo el 1 de septiembre de 2015.
El 14 de octubre de 2015 presenta iniciativa con proyecto de decreto por el que se adicionan diversos artículos de la Ley General de Salud, para mejorar los servicios de diagnóstico y atención en enfermedades como el cáncer, problemas cardiovasculares, enfermedades cerebrovasculares, lesiones graves, rehabilitación de largo plazo, VIH/sida, cuidados intensivos neonatales, trasplantes, diálisis y hemodiálisis.
El 12 de abril de 2016,  presenta una iniciativa que reforma la Fracción III del Artículo 18 de la Ley de los Derechos de las Personas Adultas Mayores donde propone estrategias que brindan servicios específicos a las personas de la tercera edad.
En marzo de 2016 Beatriz Vélez presenta iniciativa para reformar el artículo 19 de la Ley General de Salud, donde plantea incrementar el presupuesto para salud al ocho por ciento del producto interno bruto PIB del país, mencionó que actualmente México mantiene uno de los presupuestos más bajos destinados a salud, con sólo el 6.2 por ciento del PIB.
El 1 de mayo de 2016 Beatriz Vélez hizo un llamado al Gobierno federal para que envíe recursos al Estado de Guerrero para resolver el problema de desempleo, educación y salud.